# Jan Działyński (kasztelan słoński)
Jan Działyński herbu Ogończyk (zm. przed początkiem 1520) – cześnik dobrzyński w latach 1511–1516, następnie został kasztelanem słońskim. Syn Piotra i Anny z Czarnkowskich. Żonaty z Dorotą z Markowa, pozostawił synów Wincentego i Sędziwoja.
W 1504 roku od Kościeleckiego wziął w zastaw Siedlno. Posiadał także Wolę k. Lipna oraz Żałe k. Rypina, był dzierżawcą królewszczyzn dobrzyńskich: Zbyszewa, Strachania Wielkiego i Małego.